# موزه تنوع زیستی (تهران)
موزه تنوع زیستی یکی از موزه‌های شهر تهران است.
این موزه در پارک طبیعت پردیسان در شمال غربی تهران قرار دارد. موزه تنوع زیستی در سال ۱۳۸۳ خورشیدی با تأکید بر اهمیت و ارزش تنوع زیستی و در راستای وظایف قانونی سازمان حفاظت محیط زیست ایران آغاز به کار کرده‌است. هدف از ایجاد این موزه عمومی در شهر تهران این بوده‌است که با استفاده از کادر کارشناسان خود نقش مؤثری در تحقیقات، اطلاع‌رسانی و آموزش برای گروه‌های مختلف سنی و علاقه‌مندان به محیط زیست ایفا نماید.
طراح موزه احمد گشایشی، مهندس معمار، می‌باشد که از همکاری هنرمندانی نظیر فریده لاشایی، نقاش برجسته، در این اثر معماری بهره برده است.
یکی از اشیای جالب در این موزه، قاب پوست ببر خزری می‌باشد. این پوست متعلق به ببر خزری است که در پارک ملی گلستان در سال ۱۳۲۹ هجری شمسی شکار شده است که به روش سنتی دباغی شده و در سال ۱۳۸۳ توسط مهندس سید حسین آقامیری مدیرکل حفاظت محیط زیست استان خراسان به موزه تنوع زیستی اهدا گردید.